# Мире-де-Тибайнш
Мире-де-Тибайнш (порт. Mire de Tibães)  —  район (фрегезия) в Португалии,  входит в округ Брага. Является составной частью муниципалитета  Брага. Находится в составе крупной городской агломерации Большое Минью. По старому административному делению входил в провинцию Минью. Входит в экономико-статистический  субрегион Каваду, который входит в Северный регион. Население составляет 2389 человек на 2001 год. Занимает площадь 5,07 км².
Покровителем района считается Мартин Турский (порт. São Martinho). 